# Colombia Justa Libres
Colombia Justa Libres abrégé  CJL (en français : Colombie Juste et Libres) est un parti politique colombien fondé en 2017 rassemblant politiquement les différents courants évangéliste du pays, telles que les Assemblées de Dieu, The Foursquare Church, la Mission de Paix auprès des Nations et le Printemps de la Vie éternelle, entre autres,. Lors des élections législatives colombiennes de 2018, il obtient l'élection de 4 membres au Congrès colombien. En vue des élections législatives de 2022, forme la coalition Nous sommes unis pour la Colombie (es) avec le parti MIRA.

## Idéologie
Le parti adhère au conservatisme, dans le cadre du mouvement pro-vie.

## Histoire
Colombie Justa Libres résulte de la fusion de deux mouvements politiques :
D'une part le mouvement citoyen Libres ayant participé aux élections régionales colombiennes de 2015 en lançant une liste au Conseil de Bogota (es) avec Ricardo Arias Mora (es), leader du mouvement, comme candidat à la fonction de Maire de Bogota. Arias obtient environ 100 000 voix, en outre, il présente le projet du ministère de la Famille à l'ancien président Juan Manuel Santos, après le plébiscite sur les accords de paix colombiens de 2016 tandis que la liste au conseil de Bogotá a dépassé 70 000 voix et obtient un représentant : Emel Rojas.
D'autre part, Colombia Justa débute lorsque le pasteur Héctor Pardo de l'église de la foi du Tabernacle et les pasteurs Eduardo Cañas de l'Église du printemps de la vie et John Milton Rodríguez de l'Église de la Mission auprès des Nations participent aux pourparlers de paix entre le gouvernement Santos et les FARC. À la suite des réunions, ils sont désenchantés de participer aux dialogues, affirmant que cela « facilitait » l'accès des FARC au pouvoir. Les trois pasteurs ont invité d'autres dirigeants colombiens. Quatre appels nationaux et plus de soixante-dix appels régionaux sont lancés pour communiquer avec les victimes du conflit armé, les militaires, les Afro-descendants et les peuples autochtones, fondant Colombia Justa.
Colombie Justa y Libres se constitue par la suite en un important groupe de citoyens, Colombie Justa Libres est fondé le 11 décembre 2017. Lors des élections législatives colombiennes de 2018, il a réussi à obtenir 431 506 voix, soit 3 %, ce qui est nécessaire pour se constituer en tant que parti politique, obtenant trois sénateurs et un représentant.

## Résultats électoraux

### Élections législatives
| Année | Sénateurs | Sénateurs | Sénateurs | Représentants | Représentants | Représentants |
| Année | Suffrages | %         | Sièges    | Suffrages     | %             | Sièges        |
| ----- | --------- | --------- | --------- | ------------- | ------------- | ------------- |
| 2018  | 463 521   | 2,81      | 3 / 108   | 431 506       | 2,81          | 1 / 172       |
| 2022  | 578 195   | 3,18      | 4 / 108   | 289 959       | 1,77          | 1 / 188       |